# Buried Treasure
Buried Treasure is een stomme film uit 1921 onder regie van George D. Baker. De film is gebaseerd op een korte verhaal van Frederick Britten Austin.
Ondanks het feit dat het verhaal tegenwoordig wordt beschreven als origineel, werd de film destijds slecht ontvangen door het publiek.

## Verhaal
Davies speelt de dubbelrol van een moderne debutante en een Spaanse dame uit de zeventiende eeuw. Nadat ze droomt over goud van piraten, denkt de moderne Davies dat het echt waar is en overtuigt haar vriend het goud met haar te zoeken. Ondertussen is ook haar vader op zoek naar het goud.

## Rolverdeling
| Acteur         | Personage              |
| -------------- | ---------------------- |
| Marion Davies  | Pauline Vandermuellen  |
| Norman Kerry   | Dr. John Grant         |
| Anders Randolf | William Vandermuellen  |
| Edith Shayne   | Mrs. Vandermuellen     |
| Earl Schenck   | Joeffrey Vandermuellen |